# Te lo volevo dire
Te lo volevo dire è un singolo della cantante pop italiana Arisa, pubblicato il 19 giugno 2009 dall'etichetta discografica Warner Music.

## Descrizione
La canzone, scritta da Marco Conidi, Giuseppe Anastasi, Maurizio Filardo e Giuseppe Mangiaracina e prodotta dagli stessi Filardo e Mangiaracina, è stata estratta come terzo singolo dall'album di esordio della cantante, Sincerità.
Il brano, dalla melodia comunque allegra, tratta il triste tema del tradimento effettuato da un uomo poco prima del matrimonio.

## Tracce
1. Te lo volevo dire – 3:26